# Jo Clayton
Patricia Josephine „Jo“ Clayton (* 15. Februar 1939 in Modesto, Kalifornien; † 13. Februar 1998 in Portland) war eine US-amerikanische Autorin von Science-Fiction und Fantasy.

## Leben
Clayton wuchs in einfachen Verhältnissen auf einer Farm auf. Sie besuchte die University of California in Berkeley; an der University of Southern California graduierte sie 1963 mit summa cum laude in englischer Literatur. Sie arbeitete jahrelang als Lehrerin, beginnend in Bell, einer kleinen Industriestadt in der Nähe von Los Angeles. 1969 konvertierte sie zur katholischen Kirche und trat in New Orleans bei den Schwestern Unserer Lieben Frau vom Berge Karmel ein, einer unterrichtenden Kongregation. Zu dieser Zeit begann Clayton neben ihrer Aufgabe als Lehrerin auch zu schreiben. Kurz bevor sie ihre Profess ablegen sollte, verließ sie die Gemeinschaft. Sie gab ihre Tätigkeit als Lehrerin auf und lebte von den Einkünften ihrer schriftstellerischen Arbeit.
Nachdem sie mehrmals ausgeraubt worden war, erschien ihr das Leben in New Orleans als zu gefährlich, und sie zog 1983 nach Portland (Oregon). Jo Clayton starb zwei Tage vor ihrem 59. Geburtstag an einer Form von Knochenmarkskrebs, gegen den sie anderthalb Jahre lang gekämpft hatte. Während sie im Krankenhaus lag, schrieb sie noch den zweiten Teil der Drums of Chaos-Trilogie und begann den dritten (er wurde von Kevin Andrew Murphy fertiggestellt).
Patricia Jo Clayton war Autorin von insgesamt 35 Büchern sowie einer großen Zahl an Kurzgeschichten. Insgesamt haben sich ihre Bücher über 1.250.000-mal verkauft.
Ihre im Grenzgebiet von Science-Fiction und Fantasy angesiedelten Romane gelten als von Motiven und Handlung her meist nicht besonders originell, aber oft eindrucksvoll in der Figurenzeichnung, insbesondere der Darstellung starker weiblicher Charaktere.
Am bekanntesten sind die Romane der Diadem-Serie, eine Space Opera um ein mysteriöses Artefakt, das besagte „Diadem“. Die Trägerin des Diadems, das Mädchen Aleytys, ist eine Heilerin, die mit Hilfe des Diadems besondere Kräfte aktivieren kann. Auf der Suche nach der Superrasse ihrer Mutter erlebt sie zahlreiche Abenteuer und kommt in allerlei gefährliche und demütigende Situationen, zu denen auch Gefangenschaft und Sklaverei gehören, und aus denen sie sich mit Hilfe ihrer Kräfte immer wieder befreien kann.
Für ihr Lebenswerk wurde sie 1977 mit dem Phoenix Award ausgezeichnet.

## Bibliografie
Diadem-Serie
- Diadem from the Stars (1977)
  - Deutsch: Diadem von den Sternen. Moewig Science Fiction #3532, 1981, ISBN 3-8118-3532-7.
- Lamarchos (1978)
  - Deutsch: Lamarchos. Moewig Science Fiction #3544, 1981, ISBN 3-8118-3544-0.
- Irsud (1978)
  - Deutsch: Irsud. Moewig Science Fiction #3552, 1981, ISBN 3-8118-3552-1.
- Maeve (1979)
  - Deutsch: Maeve. Moewig Science Fiction #3560, 1982, ISBN 3-8118-3560-2.
- Star Hunters (1980)
  - Deutsch: Unter Sternenjägern. Moewig Science Fiction #3588, 1982, ISBN 3-8118-3588-2.
- The Nowhere Hunt (1981)
  - Deutsch: Die Nirgendwo-Jagd. Moewig Science Fiction #3625, 1983, ISBN 3-8118-3625-0.
- Ghosthunt (1983)
  - Deutsch: Geisterjagd. Moewig Science Fiction #3672, 1985, ISBN 3-8118-3672-2.
- The Snares of Ibex (1984)
  - Deutsch: Die Fallen von Ibex. Moewig Science Fiction #3730, 1987, ISBN 3-8118-3730-3.
- Quester's Endgame (1986)
  - Deutsch: Das Erbe der Vryhh. Moewig Science Fiction #3820, 1988, ISBN 3-8118-3820-2.

Duel of Sorcery
- Moongather (1982)
  - Deutsch: Unter den magischen Monden. Knaur Science Fiction & Fantasy #5787, 1984, ISBN 3-426-05787-5.
- Moonscatter (1983)
  - Deutsch: Die Bahn der Magischen Monde. Knaur Science Fiction & Fantasy #5795, 1985, ISBN 3-426-05795-6.
- Changer's Moon (1985)

Skeen-Trilogie (Teil des Diadem-Zyklus)
- Skeen's Leap (1986)
- Skeen's Return (1987)
- Skeen's Search (1987)

Brann-Zyklus
- Drinker of Souls (1986)
  - Deutsch: Seelentrinkerin. Übersetzt von Horst Pukallus. Heyne SF&F #4647, 1990, ISBN 3-453-03912-2.
- Blue Magic (1988)
  - Deutsch: Blaue Magie. Übersetzt von Horst Pukallus. Heyne SF&F #4648, 1990, ISBN 3-453-03913-0.
- A Gathering of Stones (1989)
  - Deutsch: Das Sammeln der Steine. Übersetzt von Horst Pukallus. Heyne SF&F #4649, 1990, ISBN 3-453-04282-4.

Shadith's Quest (Teil des Diadem-Zyklus)
- Shadowplay (1990)
- Shadowspeer (1990)
- Shadowkill (1991)

Wild Magic
- Wild Magic (1991)
- Wildfire (1992)
- The Magic Wars (1993)

Dancers-Trilogie (Fortsetzung der Duell der Magier-Trilogie)
- Dancer's Rise (1993)
- Serpent Waltz (1994)
- Dance Down the Stars (1994)

Shadowsong-Trilogie
- Fire in the Sky (1995)
  - Deutsch: Feuer am Himmel. Übersetzt von Walter Brumm. Heyne SF&F #9064, 2000, ISBN 3-453-16222-6.
- The Burning Ground (1995)
  - Deutsch: Brennende Erde. Übersetzt von Walter Brumm. Heyne SF&F #9065, 2000, ISBN 3-453-16226-9.
- Crystal Heat (1996)
  - Deutsch: Hüterin der Kristalle. Übersetzt von Walter Brumm. Heyne SF&F #9066, 2000, ISBN 3-453-16230-7.

The Drums of Chaos
- Drum Warning (1996)
- Drum Calls (1997)
- Drum into Silence (2002, mit Kevin Andrew Murphy)

Einzelveröffentlichungen
- A Bait of Dreams (Erzählungen, 1985)
- Shadow of the Warmaster (Roman, 1988)

Kurzgeschichten
1978:
- A Thirst For Broken Water (1978)
  - Deutsch: Sehnsucht nach rauher See. Übersetzt von Keto von Waberer. In: Birgit Reß-Bohusch (Hrsg.): Isaac Asimovs Science Fiction Magazin 6. Folge. Heyne SF&F #3748, 1980, ISBN 3-453-30651-1.

1979:
- A Bait of Dreams (in: Isaac Asimov’s Science Fiction Magazine, February 1979)
  - Deutsch: Traumköder. Übersetzt von Keto von Waberer. In: Birgit Reß-Bohusch (Hrsg.): Isaac Asimovs Science Fiction Magazin 5. Folge. Heyne SF&F #3735, 1980, ISBN 3-453-30638-4.

1980:
- Southwind My Mother (in: Isaac Asimov’s Science Fiction Magazine, April 1980)
  - Deutsch: Südwind, meine Mutter. Übersetzt von Keto von Waberer. In: Birgit Reß-Bohusch (Hrsg.): Isaac Asimovs Science Fiction Magazin 9. Folge. Heyne SF&F #3789, 1981, ISBN 3-453-30690-2.
- Companioning (in: Isaac Asimov’s Science Fiction Magazine, December 1980)
  - Deutsch: Kamerad. Übersetzt von Keto von Waberer. In: Birgit Reß-Bohusch (Hrsg.): Isaac Asimovs Science Fiction Magazin 13. Folge. Heyne SF&F #3873, 1982, ISBN 3-453-30759-3.

1982:
- Nightwork (1982, in: Jessica Amanda Salmonson (Hrsg.): Amazons II)
  - Deutsch: Nachtarbeit. Übersetzt von Eva Bauche-Eppers. In: Jessica Amanda Salmonson (Hrsg.): Neue Amazonen-Geschichten. Bastei Lübbe Fantasy #20052, 1983, ISBN 3-404-20052-7.

1985:
- Currents (1985, in: Jo Clayton: A Bait of Dreams)
- Interlude Among the Shaborn (1985, in: Jo Clayton: A Bait of Dreams)
- Old Acquaintances and New (1985, in: Jo Clayton: A Bait of Dreams)
- Team Venture (1985, in: Susan Shwartz (Hrsg.): Moonsinger’s Friends)

1990:
- Change (in: Marion Zimmer Bradley’s Fantasy, Spring 1990)
  - Deutsch: Veränderung. Übersetzt von Ronald Böhme. In: Marion Zimmer Bradley (Hrsg.): Das Beste aus Marion Zimmer Bradleys Fantasy Magazine 1. Heyne (Allgemeine Reihe #10391), 1999, ISBN 3-453-15233-6.

1993:
- Arakney’s Web (in: Marion Zimmer Bradley’s Fantasy, Winter 1993)
  - Deutsch: Arakneys Netz. Übersetzt von Ronald Böhme. In: Marion Zimmer Bradley und Elisabeth Waters (Hrsg.): Marion Zimmer Bradleys neues Fantasy Magazine 2. Heyne (Allgemeine Reihe #13204), 2002, ISBN 3-453-17744-4.

1994:
- Maggot’s Feast (1994, in: Marion Zimmer Bradley (Hrsg.): Sword and Sorceress XI: An Anthology of Herotic Fantasy)
  - Deutsch: Madenmahl. Übersetzt von Wolfgang F. Müller. In: Marion Zimmer Bradley (Hrsg.): Feenschwester. Fischer, 1999, ISBN 3-596-13317-3.
- In a Yellow Dress (1994)

1995:
- Dinner Music (in: Marion Zimmer Bradley’s Fantasy, Winter 1995)
- The Hero Trap (in: Science Fiction Age, January 1995)
- The Man Who Loved the River (1995, in: Jane Yolen (Hrsg.): Xanadu 3)
- The Ninth Expiation (in: Science Fiction Age, May 1995)
- Peeling the Heart (1995, in: Josepha Sherman (Hrsg.): Orphans of the Night)
- Hallah’s Choice (1995, in: Susan Shwartz und Martin H. Greenberg (Hrsg.): Sisters in Fantasy)
- Bloodsong (in: Marion Zimmer Bradley’s Fantasy, Fall 1995)
- Potholes in the Road to Hell (1995, in: Adventures of Sword and Sorcery, Winter 1995–1996)
- The Prism of Memory (1995, in: Katharine Kerr und Martin H. Greenberg (Hrsg.): Enchanted Forests)

1996:
- Pavanne for a Dead Pross (in: Realms of Fantasy, April 1996)
- Fox Maid’s Travail (in: Marion Zimmer Bradley’s Fantasy, Summer 1996)
- Patience (1996, in: Marion Zimmer Bradley (Hrsg.): Sword and Sorceress XIII)
  - Deutsch: Geduld. Übersetzt von Wolfgang F. Müller. In: Marion Zimmer Bradley (Hrsg.): Sonnenschwester. Fischer, 2000, ISBN 3-596-14533-3.
- Water Patterns (1996, in: Katharine Kerr und Martin H. Greenberg (Hrsg.): The Shimmering Door)

1997:
- The Bone’s Captive Bride (in: Marion Zimmer Bradley’s Fantasy, Winter 1997)
- Ghost Rot (1997, in: Jennifer Roberson (Hrsg.): Highwaymen: Robbers and Rogues)
- Borrowed Light (in: The Magazine of Fantasy & Science Fiction, September 1997)
  - Deutsch: Geborgtes Licht. Übersetzt von Horst Pukallus. In: Ronald M. Hahn (Hrsg.): Die Marsprinzessin. Heyne SF&F #6330, 1999, ISBN 3-453-15663-3.

1998:
- Traps (1998, in: Martin H. Greenberg und Bruce D. Arthurs (Hrsg.): Olympus)
- The Hour of the Sisters (1998, in: Nancy Kilpatrick und Thomas S. Roche (Hrsg.): In the Shadow of the Gargoyle)

2000:
- Prices (2000, in: Margaret Weis (Hrsg.): New Amazons)